# Klášterní knihovna

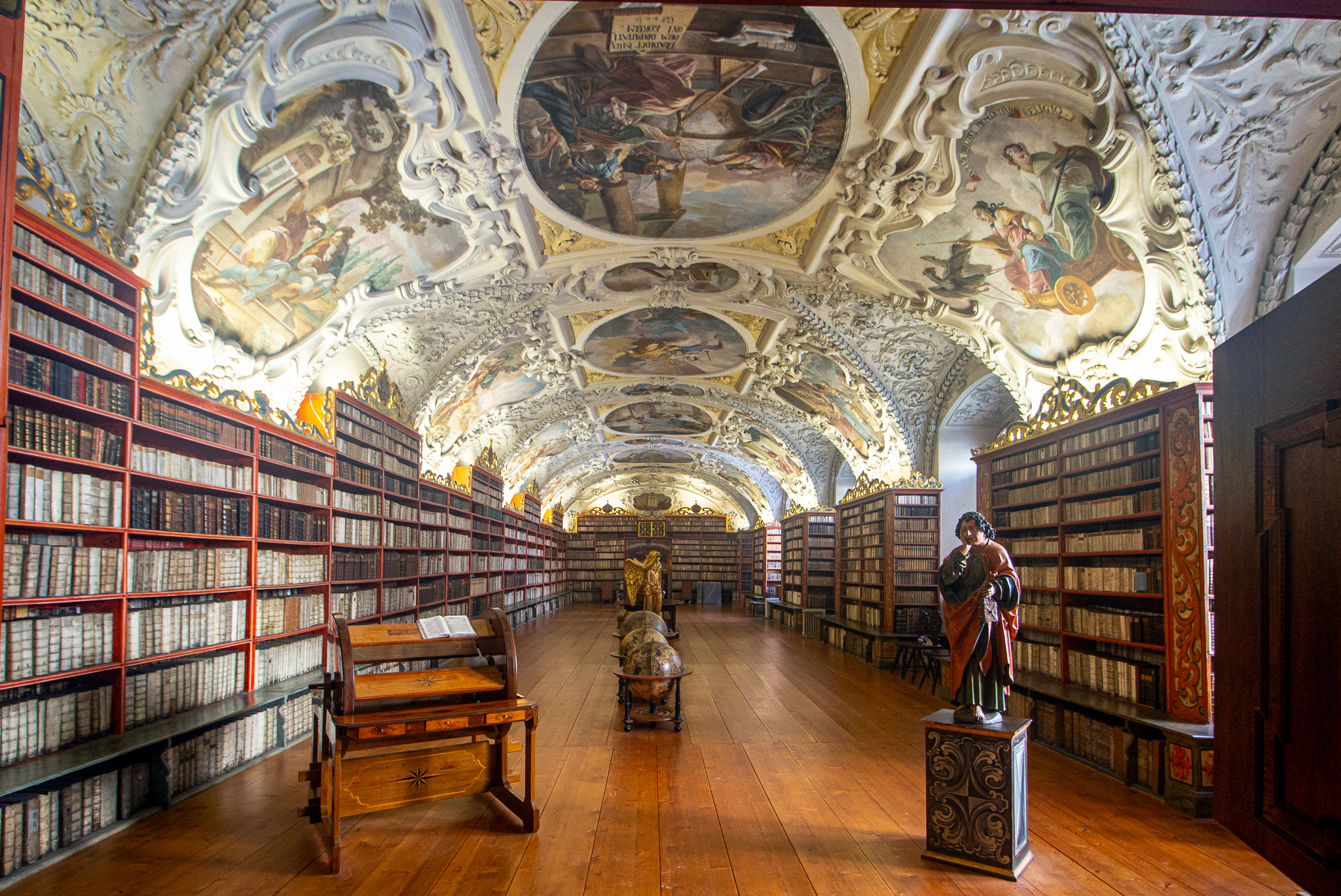
Teologický sál knihovny Strahovského kláštera

Klášterní knihovna je v širším smyslu každá knihovna spravovaná klášterem, častěji se však tento pojem vztahuje ke starším středověkým knihovnám.

## Význam a historie

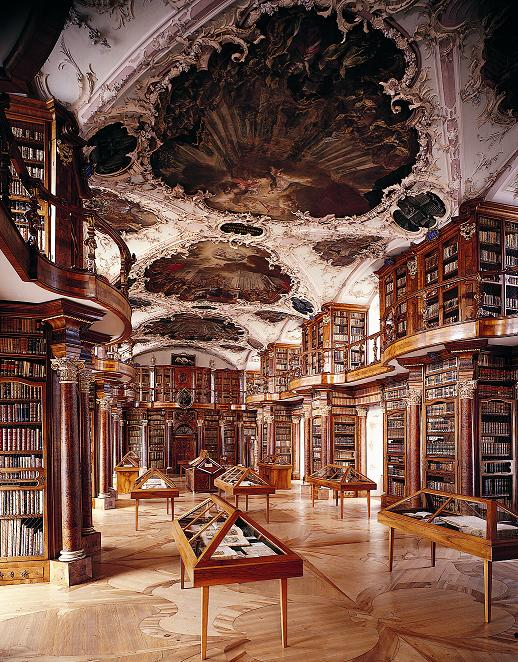
Barokní sál svatohavelské knihovny, St. Gallen, Švýcarsko

Středověké klášterní knihovny uchovávaly předávaly nejen intelektuální dědictví a učení středověku, ale také pozůstatky starověké latinské literatury. Jádrem každé klášterní knihovny byla Bible a díla církevních otců, včetně souvisejících textů, stejně jako řádové řehole a materiály pro kázání.
Množství klášterních knihoven zaniklo v 17. století v důsledku církevní reformace, a to zejména v německých zemích a majetek byl často převeden do dvorních, farních nebo státních, nebo také do univerzitních knihoven.
Na tradičně katolických územích klášterní knihovny v době protireformace a baroka opět vzkvétaly. Zejména ve střední Evropě, tj. v jižním Německu, Rakousku, českých zemích ad. přešla řada menších klášterů poničených za třicetileté války (např. Zwiefalten, Weingarten, sv. Havel, Medlík, Admont) pod správu benediktinů, kteří systematicky reorganizovali knihovní fond a prostřednictvím reprezentativních knihovních sálů vyjádřili svůj postoj ke vzdělání.
Většina starých klášterních knihoven přešla do státních rukou teprve po nucené sekularizaci za Napoleonovy invaze na počátku 19. století (Říšská deputace z 25. února 1803). To byl osud např. Bavorské státní knihovny.
Ve Švýcarsku byla v 19. století řada klášterních knihoven převedena do kantonálních knihoven, které jsou dodnes určeny svým regionálním sbírkovým mandátem (např. knihovny klášterů Muri a Wettingen v knihovně kantonu Aargau a klášterních knihoven Fischingen, Ittingen, Kreuzlingen a St. Katharinental, které jsou uložené v knihovně kantonu Thurgau). Dochovaly se především v Rakousku.
Moderní klášterní knihovny jsou specializované teologické knihovny.

## Architektura

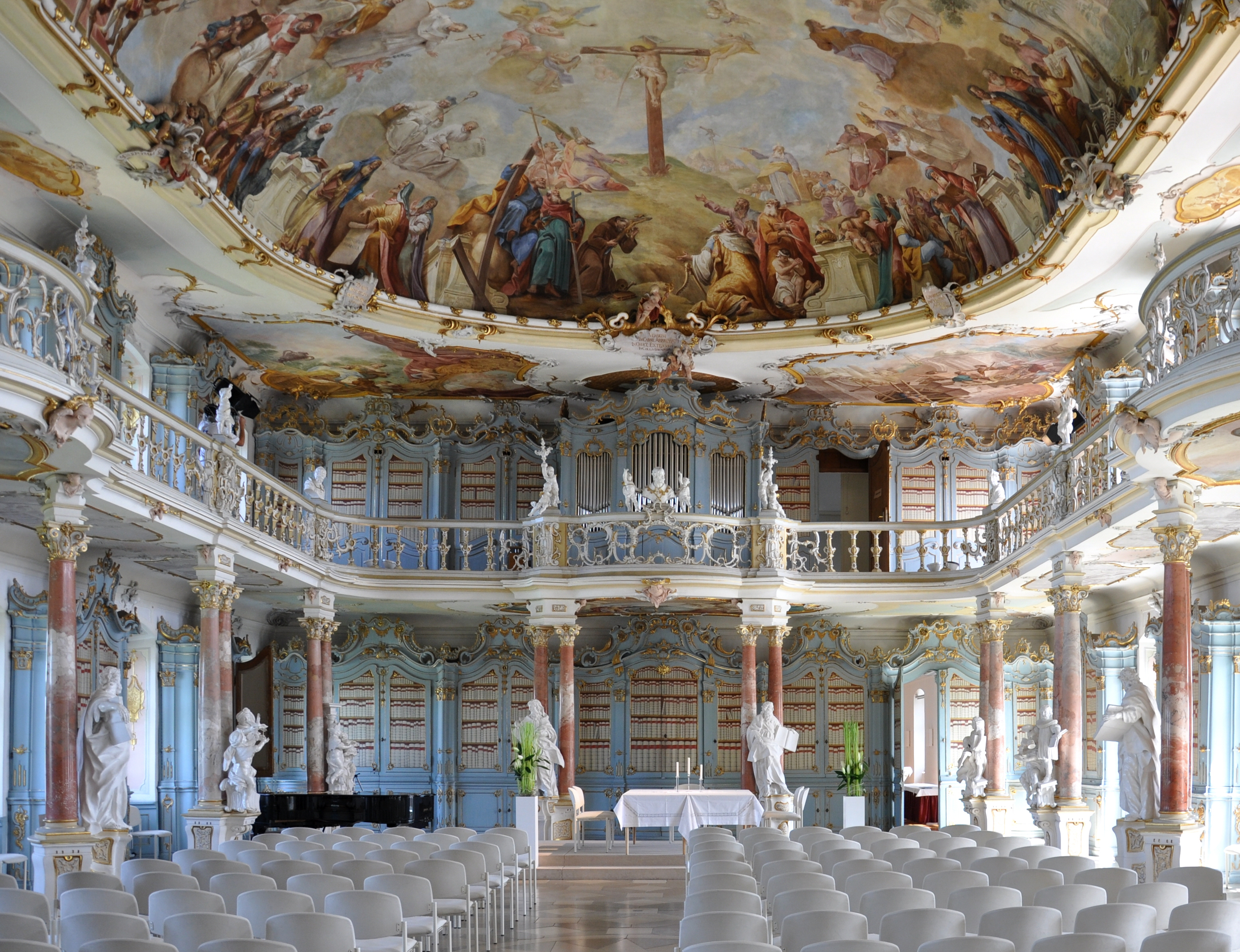
Knihovní sál kláštera Schussenried

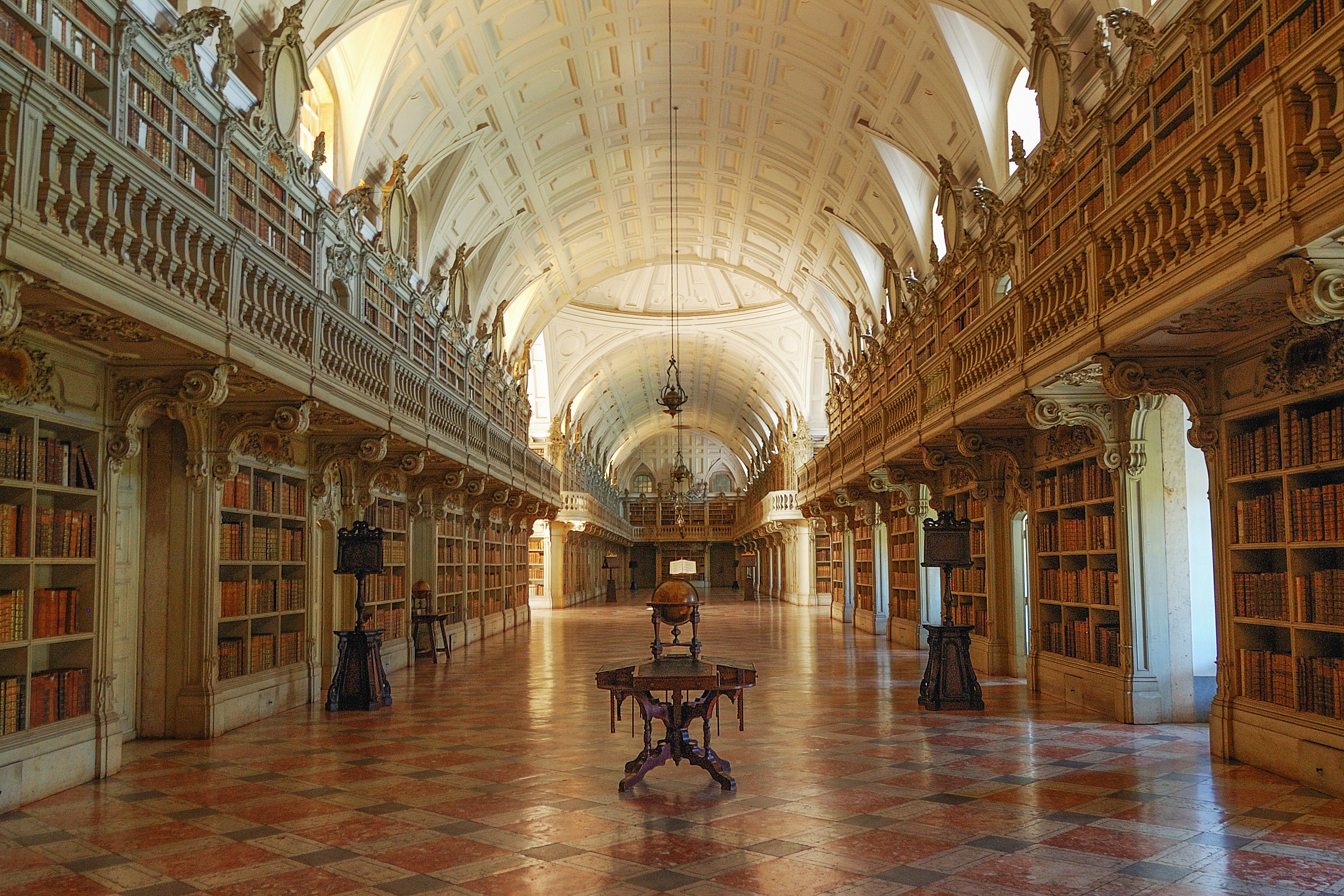
Knihovní sál kláštera Mafra

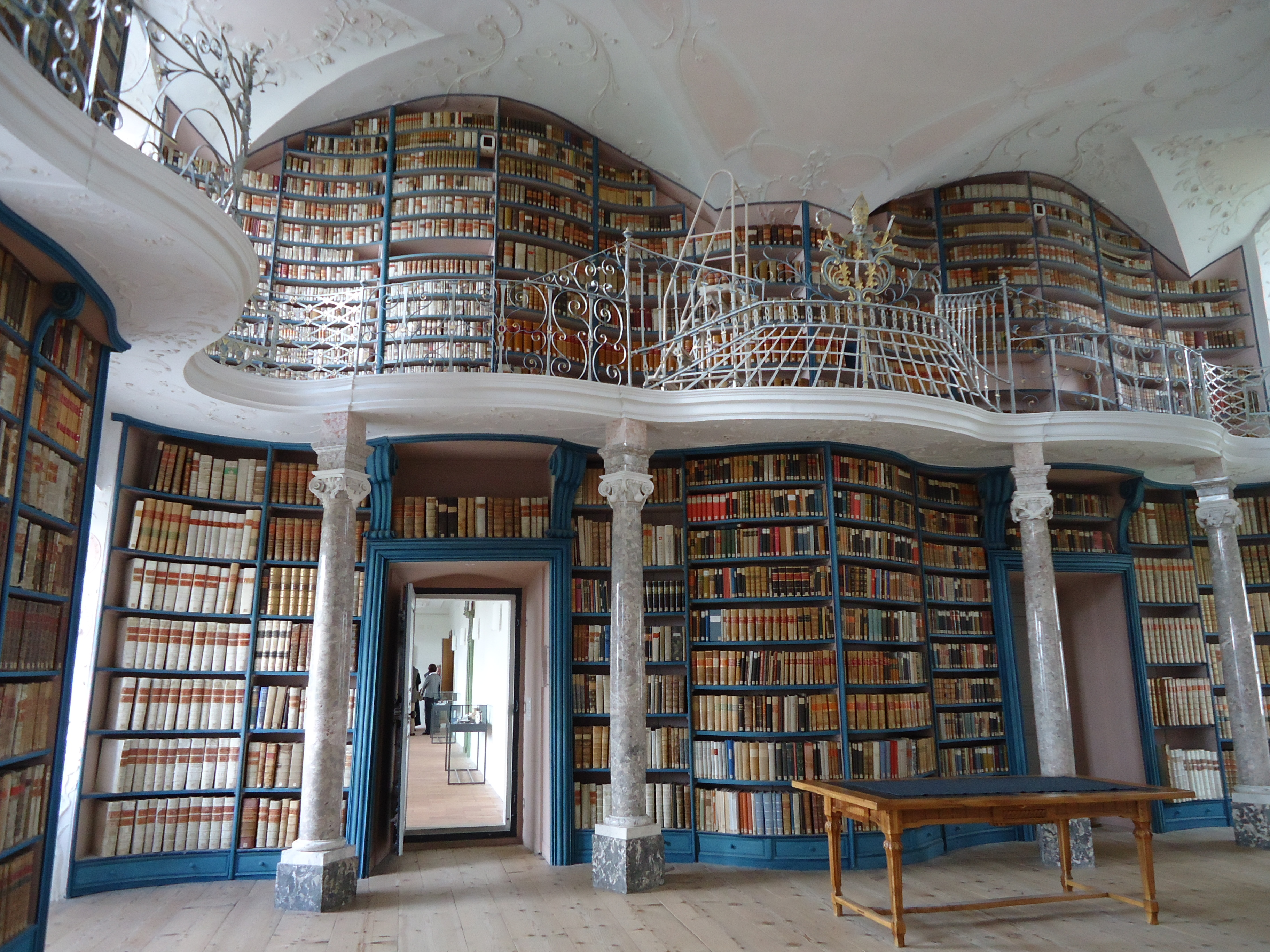
Knihovna kláštera Einsiedeln

Na kvalitní architektonické zpracování, výzdobu a vybavení klášterních knihoven zejména v období baroka kladli zástupci církevních řádů značný důraz.
Největší klášterní knihovnou na světě s délkou 70 m a šířkou 14 m, výškou asi 13 m je knihovna Admontského opatství dokončená v roce 1776.
Mezi nejkrásnější klášterní knihovny v Česku patří pražské knihovny premonstrátského kláštera na Strahově, či v Nové Říši, staroměstské koleje jezuitů (Klementinum) a další.

## Seznam umělecko-historicky významných klášterních knihoven
Česko
- Knihovna Strahovského kláštera (premonstráti)
- Klementinum, jezuitská kolej v Praze
- Klášter Teplá (premonstráti)
- Vyšebrodský klášter (cisterciáci)
- Knihovna Broumovského kláštera (benediktini)
- Knihovna dominikánského kláštera ve Znojmě

 Itálie
- Klášter Neustift (augustiniáni kanovníci)
- Biblioteca dei Girolamini, Neapol

 Maďarsko
- Územní opatství Pannonhalma (benediktini)

 Německo
- Klášter Schussenried (premonstráti)
- Knihovna Valsaského opatství (cisterciáci)
- Klášter Wiblingen (benediktini)
- Knihovna mettenského kláštera (benediktini)
- Stará knihovna opatství Ottobeuren (benediktini)
- Korbejské opatství (benediktini)
- Klášter Wedinghausen (premonstráti, po sekularizaci zrušen, dnes gymnázium)
- bývalá jezuitská kolej Amberg
- Knihovna xantenského opatství (kanovnický klášter sv. Viktora)
- pozdně středověká knihovna kláštera sv. Gotharda v Hildesheimu (benediktini)

 Portugalsko
- Klášter Mafra (kapucíni)

 Rakousko
- Kášter Admont (benediktini)
- Altenburské opatství (benediktini)
- Herzogenburské opatství (augustiniáni kanovníci)
- Knihovna opatství Kremsmünster (benediktini)
- knihovna opatství Melk (benediktini)
- Klášter Sankt Florian (augustiniáni kanovníci)
- Opatství sv. Pavla v Lavanttalu (benediktini)
- Klášter svatého Petra v Salcburku (benediktini)

 Slovinsko
- Klášter Kostanjevica (Gorica) (františkánský)

 Španělsko
- Knihovna kláštera Escorial

 Švýcarsko
- Knihovna kláštera svatého Havla (benediktini)
- Knihovna kláštera Einsiedeln